# Marcel-Henri Jaspar
Pour les articles homonymes, voir Jaspar.
Marcel-Henri Jaspar (Schaerbeek, 23 juin 1901 - Ixelles, 14 mai 1982), est un avocat bruxellois, un homme politique de tendance libérale et un diplomate belge.

## Biographie
Marcel-Henri Jaspar, né à Schaerbeek le 23 juin 1901, est le fils d'Ernest Jaspar, architecte, et de Marguerite Coopman (1878-1959), fille du poète flamand Theophiel Coopman. Il épouse en 1923 Marguerite Mignot. Le 9 juin 1932, il épouse en secondes noces Betty Alpern de Becker, jeune femme russe d'origine juive. Son père, Ernest Jaspar, est surtout connu pour ses édifices au Congo belge et à Héliopolis, la ville créée en Égypte par l'industriel belge Edouard Empain. Il appartient à une grande dynastie bourgeoise de Belgique, notoire dans le monde politique belge. Il a pour oncles Henri Jaspar, Premier ministre de Belgique, et Jules Jaspar, diplomate et résistant pendant la Seconde Guerre mondiale dans le réseau Orchestre rouge.
Son père s'étant installé en Egypte en 1906 pour y construire Héliopolis, il fait ses études au Lycée français du Caire. Au printemps 1916, la famille Jaspar s'installe au Pouldu, en Bretagne jusqu'en 1919. Son père souhaite en effet donner à son fils Marcel un enseignement de qualité au Lycée Lakanal à Paris. En 1918, Il est bachelier de l'Université de Paris et poursuit ses études à l'Université libre de Bruxelles. Il obtient un diplôme de docteur en droit en 1923 et devient avocat à la Cour d'appel de Bruxelles.
Après avoir adhéré au Parti libéral en 1921, il entame une carrière politique rapide notamment sous la houlette d'Albert Devèze, personnalité influente du parti. Il est élu conseiller communal d'Uccle en 1926 puis député à la Chambre des représentants en novembre 1932. À moins de 34 ans, il est nommé en juin 1936 ministre des Communications et Moyens de transports du gouvernement Van Zeeland II. Il conserve ce portefeuille jusqu'en novembre 1937. À partir d'avril 1939, il détient le portefeuille de la Santé publique au sein des gouvernements Pierlot II et Pierlot III.

## Position durant laSeconde Guerre mondiale[4]
En mai 1940, le territoire de la Belgique est envahi par l'armée allemande. Le gouvernement Pierlot se réfugie en France pour aboutir à Bordeaux en juin 1940. Marcel-Henri Jaspar est le plus jeune des ministres du gouvernement belge en exil.
Comme ministre de la Santé publique, il est chargé des CRAB, Centres de Recrutement de l’Armée belge qui doivent rassembler à l'arrière du front  300 000 jeunes de 16 à 35 ans. Dans le chaos de l'invasion allemande et la bataille, en plein exode en France, sans préparation et sans encadrement, quantité de jeunes hommes et d’adolescents se mettent en marche dans une totale improvisation. En théorie, leur transport et leur hébergement relèvent du ministère de la Santé publique. Faute de personnel, celui-ci est rapidement submergé par les masses qui se mettent en mouvement. Dans la nuit du 13 au 14 mai, Marcel-Henri Jaspar renonce à cette mission, confiée au Ministre de la Défense nationale et plus spécialement au général Carlos de Selliers de Moranville supposé (à tort) disposer des moyens, cadres et effectifs nécessaires à l’opération. Au cours de ces mois troublés, environ 400 jeunes des CRAB ont perdu la vie  sans aucune reconnaissance .
Différents voyages en Allemagne dans les années 1930, et la connaissance du sort qu'y subissent les Juifs, lui ont fait prendre conscience de la nature du nazisme. Sa femme est d'ailleurs juive. Au lendemain de la capitulation française, il plaide au côté d'Albert de Vleeschauwer la poursuite de la lutte contre la majorité des ministres, en proie au découragement. Constatant qu'il est en minorité, et profitant d'une occasion, il s'embarque dès juin 1940, sans prévenir ses collègues, pour l'Angleterre, où la majorité du gouvernement devait se reconstituer quelques mois plus tard. Jaspar parvient à gagner Londres via Lisbonne grâce à un visa du consul portugais de Bordeaux, Aristides de Sousa Mendes.
Le 23 juin, il s'adresse aux Belges depuis les studios de Radio Londres. Son discours exhorte tous ceux qui le peuvent, ministres, officiers, soldats, ou marins à venir le rejoindre et à lutter aux côtés des Alliés, auxquels il promet l'apport des ressources du Congo: « La guerre pour la libération de notre patrie continue et continuera jusqu'à la victoire ».
Le gouvernement belge en exil à Bordeaux qui, à ce moment, considère qu'il ne lui reste plus qu'à s'aligner sur l'attitude française, juge l'action de Jaspar comme une rupture de la solidarité ministérielle et un abandon de poste, et le prive de ses attributions. Un communiqué de presse émanant du gouvernement annonce que celui-ci « désavoue d'une façon absolue toutes les déclarations de M. Marcel-Henri Jaspar qui est considéré par ses collègues comme s'étant exclu du gouvernement ». Dans l'intervalle, Jaspar noue de nombreux contacts avec les autorités anglaises et les Belges réfugiés en Angleterre, parmi lesquels plusieurs membres du parlement, dont Camille Huysmans avec qui il tente de former et de faire reconnaître par les Britanniques un « Comité national belge » chargé de continuer la guerre. Son action poussera Albert de Vleeschauwer, arrivé à Londres au début de juillet en tant que représentant mandaté par le gouvernement et administrateur Général du Congo belge et du Ruanda-Urundi, à convaincre nombre de ses collègues à le rejoindre à Londres pour reformer un gouvernement officiel.
Le gouvernement Pierlot IV s'étant reconstitué en Angleterre à partir du mois d'août 1940, Marcel-Henri Jaspar en est écarté en raison de sa rupture avec la solidarité gouvernementale et le Comité national belge est dissous. En lot de consolation, il est nommé ministre plénipotentiaire auprès du gouvernement tchécoslovaque en exil.

## Après la Seconde Guerre mondiale
Marcel-Henri Jaspar poursuit alors une carrière diplomatique étant notamment ambassadeur à Prague en Tchécoslovaquie (de 1945 à 1946), à Buenos-Aires en Argentine (de 1946 à 1951) à Rio de Janeiro au Brésil (de 1951 à 1954), à Stockholm en Suède (de 1954 à 1959) et à Paris (d'avril 1959 à juin 1966) avant son admission à la pension.

## Distinctions
- Grand-croix de l'ordre de l'Infant Dom Henri en 1967 (Portugal).
- Grand-croix de l'ordre du Mérite argentin en 1961.

## Publications
- La critique du libéralisme social, Bruxelles, 1926
- La question scolaire, Bruxelles, 1927
- Chronique des mauvais jours, Bruxelles, 1928
- La solidarité internationale au XVIIIe siècle, Bruxelles, 1933
- Traité des sociétés anonymes, Bruxelles, 1934
- Ernest Renan et sa république, Paris, 1935
- Le destin de la France, Londres, 1941
- William Pitt et le front de l'Ouest, Londres, 1941
- Le Génie libéral de la France, New York, 1942
- William Pitt, earl of Chatham, Londres, 1943
- Le ravitaillement moral, Londres, 1943
- Un Tournaisien en Angleterre, Londres, 1943
- Saint-Evremond à Londres, Londres, 1945
- William Pitt, Comte de Chatham, Bruxelles, 1947
- Souvenirs sans retouche, Paris, 1968
- Changements de décors, Paris, 1972

## Sources
Les papiers personnels de Marcel Henri-Jaspar sont conservés aux Archives générales du Royaume, à Bruxelles. L'inventaire de ces archives est disponible en version papier à la boutique des Archives générales du Royaume ou via le moteur de recherche des Archives de l'État.
Les papiers donnés par Marcel-Henri Jaspar aux Archives générales du Royaume contiennent une documentation de premier plan sur les questions les plus diverses auxquelles Marcel-Henri Jaspar fut mêlé : la politique belge de l'entre-deux-guerres, la lutte des Alliés pour la libération du continent européen, la montée de la puissance soviétique. Dans un registre différent, les papiers de Marcel-Henri Jaspar donnent une peinture lucide des problèmes auxquels se heurtent les pays d'Amérique latine. Enfin, les dossiers sur l'ambassade à Paris apportent des données nouvelles et inédites sur la politique de la France pendant la présidence du général de Gaulle.
- WELLENS R., Inventaire des papiers de Marcel-Henri Jaspar, député, ministre et ambassadeur de Belgique, série Inventaires Archives générales du Royaume n°226, publication n°542, Archives générales du Royaume, Bruxelles, 1982.
- Alain Colignon, Centres de Recrutement de l’Armée belge (C.R.A.B.), CEGESOMA, Bruxelles.
- Alain Colignon et Chantal Kesteloot, Un exode forcé : les jeunes des Centres de Recrutement de l’Armée belge [9].